# 藤井浩人
藤井 浩人（ふじい ひろと、1984年（昭和59年）7月25日 - ）は、日本の政治家。岐阜県美濃加茂市長（4期）。

## 来歴
岐阜県出身。父親は警察官であった。大垣市立東小学校、美濃加茂市立西中学校、岐阜県立加茂高等学校卒業。2007年に名古屋工業大学工学部システムマネジメント工学科を卒業後、同大学大学院工学研究科産業戦略工学専攻に進む。
2009年、大学院を中退し、学習塾の塾長になる。
2010年10月3日の美濃加茂市議会議員選挙に立候補し、1,602票を獲得してトップ当選する。10月13日、同市議に就任。市議会では一人会派「真摯」に所属した。

### 2013年美濃加茂市長選挙
2013年4月19日、美濃加茂市長の渡辺直由が病気療養への専念を理由に辞意を表明した。同年5月9日に辞職がなされ、それに伴って6月2日に行われた同市長選挙へ無所属で立候補。市議会最大会派が擁立し、自民党が推薦した元市副議長の森弓子を破り初当選した。この頃、全国的に青年市長を誕生させる動きがあり、保守の地盤が厚い岐阜県内においても尾関健治（関市・2011年9月当選）や浅野健司（各務原市・2013年4月当選）らが現職を破ったが、藤井は両者よりも更に若い28歳で全国最年少の市長に就任した。
※当日有権者数：39,600人 最終投票率：52.86%（前回比：pts）
| 候補者名 | 年齢 | 所属党派 | 新旧別 | 得票数   | 得票率 | 推薦・支持         |
| -------- | ---- | -------- | ------ | -------- | ------ | ------------------ |
| 藤井浩人 | 28   | 無所属   | 新     | 11,394票 | 55.49% |                    |
| 森弓子   | 58   | 無所属   | 新     | 9,138票  | 44.51% | （推薦）自由民主党 |

投票日翌日の6月3日、「自民の強い土地柄。より多くの人の協力を得たい」として自由民主党に入党した。

### 逮捕と裁判
2014年6月24日、事前収賄などの疑いで逮捕される。同日、自民党岐阜県連は除名処分を下す。本件に関しては最高裁判所まで争った（後述）。
2016年12月19日、出直し選挙へ立候補するため美濃加茂市長を辞職。2017年1月29日に行われた出直し市長選で再選。
※当日有権者数：41,854人 最終投票率：57.1%（前回比：+4.24pts）
| 候補者名 | 年齢 | 所属党派 | 新旧別 | 得票数   | 得票率 | 推薦・支持 |
| -------- | ---- | -------- | ------ | -------- | ------ | ---------- |
| 藤井浩人 | 32   | 無所属   | 元     | 19,088票 | 82.30% |            |
| 鈴木勲   | 72   | 無所属   | 新     | 4,105票  | 17.70% |            |

本来の任期満了に伴う市長選挙が5月14日に告示され、無投票で3選。
2017年12月13日、最高裁が藤井の上告を棄却する決定を行ったことが明らかとなった。これを受けて12月14日、美濃加茂市議会議長に対して同日付での退職願を提出し、同日の市議会本会議にて「市長の退職の期日に関する同意案」が可決されたため、市長を辞職した。
2018年1月28日、市長選挙が実施され、藤井の後継指名を受けた元副市長の伊藤誠一が初当選した。同年6月、自由民主党衆議院議員の金子俊平の私設秘書となる。東京事務所で活動。また、慶應義塾大学大学院メディアデザイン研究所（中村伊知哉研究室）の研究員にも就任。同年6月2日に岐阜県在住の女性と結婚。伊藤誠一は藤井の披露宴で仲人を務めた。12月に男児が誕生した。
2020年4月、情報経営イノベーション専門職大学の客員教授へ就任。同年12月26日、執行猶予が満了。

### 2022年美濃加茂市長選挙
2021年夏、藤井の陣営は電話による世論調査を実施し、市民の反応を探った。「無実だと思う」「わからない」がそれぞれ4割、「有罪だと思う」は2割にとどまった。勝機があるとみた陣営は選挙戦に臨む準備を進めた。
同年11月22日、藤井は代理人の郷原信郎（弁護士）とともにオンラインで記者会見し、贈賄側の元業者の男の友人として出廷した男性の証言が検察側に誘導されたもので証拠能力はないなどとして、名古屋高等裁判所に再審請求を申し立てる方針を明らかにした。そして同月下旬、任期満了に伴う市長選挙に藤井が立候補するとの情報が関係者の間に伝わった。自民党県議の小川恒雄は「浩人が出れば市政がまた混乱する。勝っても負けてもあいつの政治生命は終わりだ」と語気を強めた。11月30日、無罪を主張して名古屋高裁に再審を請求。同日、金子の秘書を辞職。12月8日、自民党岐阜県連は再選を目指す伊藤誠一への推薦を決定した。12月9日、藤井が出馬する意向を固めたと毎日新聞が報道。12月13日、藤井は正式に出馬表明した。
2022年1月16日、市長選挙告示。立候補者は藤井と伊藤の二人。金子俊平はこの日、伊藤陣営での応援演説で「選挙戦をする必要があるのか」と述べ、藤井と戦わなければならないことへの違和感を強調した。伊藤は自民党・公明党の推薦と、市議会議員16人のうち少なくとも12人からの支援を受けた。
選挙戦終盤、伊藤の選挙事務所には、裁判時に結成された「藤井浩人を支える会」の元幹部らの姿があった。元幹部は毎日新聞の取材に応じ、「無罪判決のために奔走したが、裁判後には使い捨てにされた」「執行猶予期間が満了した段階で『支える会』への感謝の言葉がなかった」と藤井を批判した。毎日新聞がこの証言を元に藤井に質問すると、藤井は「（当時は）若い私を、担ぎやすいみこしだと思っていたのだろう。伊藤氏が担ぎやすくなったのだろうか。むしろ私が使い捨てにされた」「私に『利権』を求め、（その要望を）聞き流していたことが反感を招いたのでは」と答えた。
同年1月23日の投開票の結果、伊藤を大差で破り4回目の当選を果たした。1月24日、中日新聞社は出口調査の結果を発表。藤井が有罪判決が確定したことについて投票の判断材料にしたかどうかを有権者に聞いたところ、「した」と答えた割合は25％にとどまり、「しなかった」は52％に上った。「どちらでもない・分からない」は17％、無回答は7％だった。また、自民支持層の60％、公明支持層の75％が藤井を支持したとの結果も発表した。伊藤の陣営関係者は「藤井相手に、推薦証なんてなんの意味もなかった。ただの紙切れだった」と取材に答えた。選挙後、自民党美濃加茂市支部は藤井を応援した市議の除名を申請する動きをみせている。
※当日有権者数：42,191人 最終投票率：58.80%（前回比：＋20.18pts）
| 候補者名 | 年齢 | 所属党派 | 新旧別 | 得票数   | 得票率 | 推薦・支持                 |
| -------- | ---- | -------- | ------ | -------- | ------ | -------------------------- |
| 藤井浩人 | 37   | 無所属   | 元     | 16,307票 | 66.20% |                            |
| 伊藤誠一 | 65   | 無所属   | 現     | 8,325票  | 33.80% | （推薦）自由民主党・公明党 |

## 政策・主張
- 大学院生時代、東南アジアを周遊し、現地の人の国や自分の将来を熱く語る姿、そして、日本の評価の高さやパスポートの価値を知って、自分にはなにができるのかと考えたのが政治家を志すきっかけになったと述べている[32]。
- 未就学児を含めた教育の充実や、国際交流などを通じたコミュニケーション能力の向上を主張している[33]。

## 収賄事件
2014年6月24日、藤井が市議時代に自身の出身中学校への雨水濾過機設置に便宜を図った見返りに、名古屋市北区の浄水設備業者社長から、現金30万円を2回に分けて受け取った疑いがあるとして、愛知県警・岐阜県警による合同捜査本部は事前収賄容疑などにより藤井を逮捕した。逮捕当日、自民党岐阜県連から除名処分を受けた。同年7月15日、名古屋地検は藤井を事前収賄などの罪で起訴。
同年8月19日、美濃加茂市議会は9月定例会において、藤井に対する問責決議案を賛成多数で可決した。「市政の停滞と混乱を来し、対外的な信頼を損なう事態を招いたことに深く反省を求める」とする決議内容であった。
同年8月25日、名古屋拘置所から保釈された。裁判の弁護人は郷原信郎が担当している。9月17日、初公判。なお、藤井は江川紹子の取材に対し、警察の取り調べを受けた際に「早く自白しないと、美濃加茂市を焼け野原にする」と言われたと述べている。
2015年1月16日、本件の贈賄罪および別件の詐欺罪に問われた会社社長に対して名古屋地方裁判所は懲役4年の実刑判決を言い渡した。なお、この判決と藤井の件は別の裁判官、証拠で審理しているので、藤井の裁判には影響はない。
2015年3月5日、裁判の最大の争点の一つは、贈賄側である会社社長の供述の信用性とされるが、一審の名古屋地裁は、会社社長の供述は変遷しており、信用性に疑問が残るとして、藤井に対し無罪を言い渡した。これに対し、3月18日、名古屋地検は名古屋高等裁判所に控訴した。
2016年11月28日、名古屋高裁で行われた控訴審（村山浩昭裁判長）では、会社社長の供述の変遷は、通常の記憶の減退の範囲内とするなど、供述には相当の信用性があるとして、一審判決を破棄。懲役1年6月、執行猶予3年、追徴金30万円の有罪判決が言い渡された。藤井は即日上告。
2017年12月13日、最高裁第三小法廷が藤井の上告を棄却する決定を行ったことが明らかとなった。このため、藤井の有罪が確定することとなり、公職選挙法第99条の規定により公職（市長職）の当選効力を失うこととなった。これを受けて藤井は同日、「市政に混乱を来さないため」として辞職を表明した。12月26日付で最高裁第三小法廷は上告棄却に対する藤井の異議申し立てを退ける決定をし、名古屋高裁判決が確定した。
2020年12月26日、執行猶予が満了した。
2021年11月30日、名古屋高裁に再審を請求。2023年2月1日付で名古屋高裁は請求を棄却する決定を出した。藤井は決定に異議の申し立てを行ったが、名古屋高裁は同年12月25日付でこれを認めない決定をした。

## 著書
- 『冤罪と闘う』牧野出版、2021年12月。ISBN 978-4895002394

## 関連書籍
- 郷原信郎『青年市長は“司法の闇”と闘った　美濃加茂市長事件における驚愕の展開』角川書店、2017年12月。ISBN 9784041058138